# Nátrium-hidrogén-szulfát
A nátrium-hidrogén-szulfát (más néven nátrium-biszulfát vagy E514ii) a nátriumnak kénsavval alkotott vegyülete. Képlete: NaHSO4.

## Előállítása
Az egyik módszer, hogy pontosan annyi kénsavat és nátrium-hidroxidot keverünk össze, hogy maradék nélkül nátrium-hidrogén-szulfát és víz képződjön.
NaOH + H2SO4 → NaHSO4 + H2O
A másik módszer az, amikor a nátrium-klorid és a kénsav magas hőmérsékleten bekövetkező reakciójából nátrium-hidrogén-szulfát és hidrogén-klorid gáz keletkezik.
NaCl + H2SO4 → NaHSO4 + HCl
Ezt követően a reakcióelegyet lehűtik, így a nátrium-hidrogén-szulfát a tartály alján megszilárdul. A keletkezett hidrogén-kloridot vízen vezetik keresztül, így melléktermékként sósavat kapunk. Ezzel a módszerrel anhidrátot kapunk.
Egy harmadik módszer, amikor réz-szulfátot és nátrium-hidrogén-karbonátot reagáltatunk:[forrás?]
CuSO4 + NaHCO3 → CuCO3 + NaHSO4

## Kémiai tulajdonságok
A nátrium-hidrogén-szulfát vizes oldata savas kémhatású, 1M oldat pH-értéke 1,4. Néhány helyzetben kénsav alternatívájaként használják. Például nátrium-hidrogén-szulfát és nátrium-acetát reakciójával ecetsav állítható elő. Egy másik alkalmazása, hogy a legtöbb karbonátból szén-dioxidot szabadít fel.
A vízmentes nátrium-hidrogén-szulfát erősen higroszkópos, olvadáspontját nem lehet pontosan meghatározni. Általában azt a hőmérsékleti értéket szokták használni, melynél a nátrium-hidrogén-szulfát nátrium-piroszulfáttá és vízzé kezd bomlani.
Alkohol hatására nátrium-szulfátra és szabad kénsavra bomlik.

## Felhasználási területek
- háztartási tisztítószerekben
- ezüst tisztításánál
- úszómedencékben lúgosság csökkentésére
- állateledelekben[3]
- későbbi időpontban vizsgálandó földminták tartósítására
- Az élelmiszeriparban térfogatnövelőként és stabilizálószerként E514 néven alkalmazzák. Elsősorban rágógumikban és színezékekben fordul elő. Napi maximum beviteli mennyisége nincs meghatározva. Mellékhatása (élelmiszerek esetén) nem ismert.